# Panus
Panus là một chi nấm thuộc họ Polyporaceae.